# HTC Evo 4G LTE

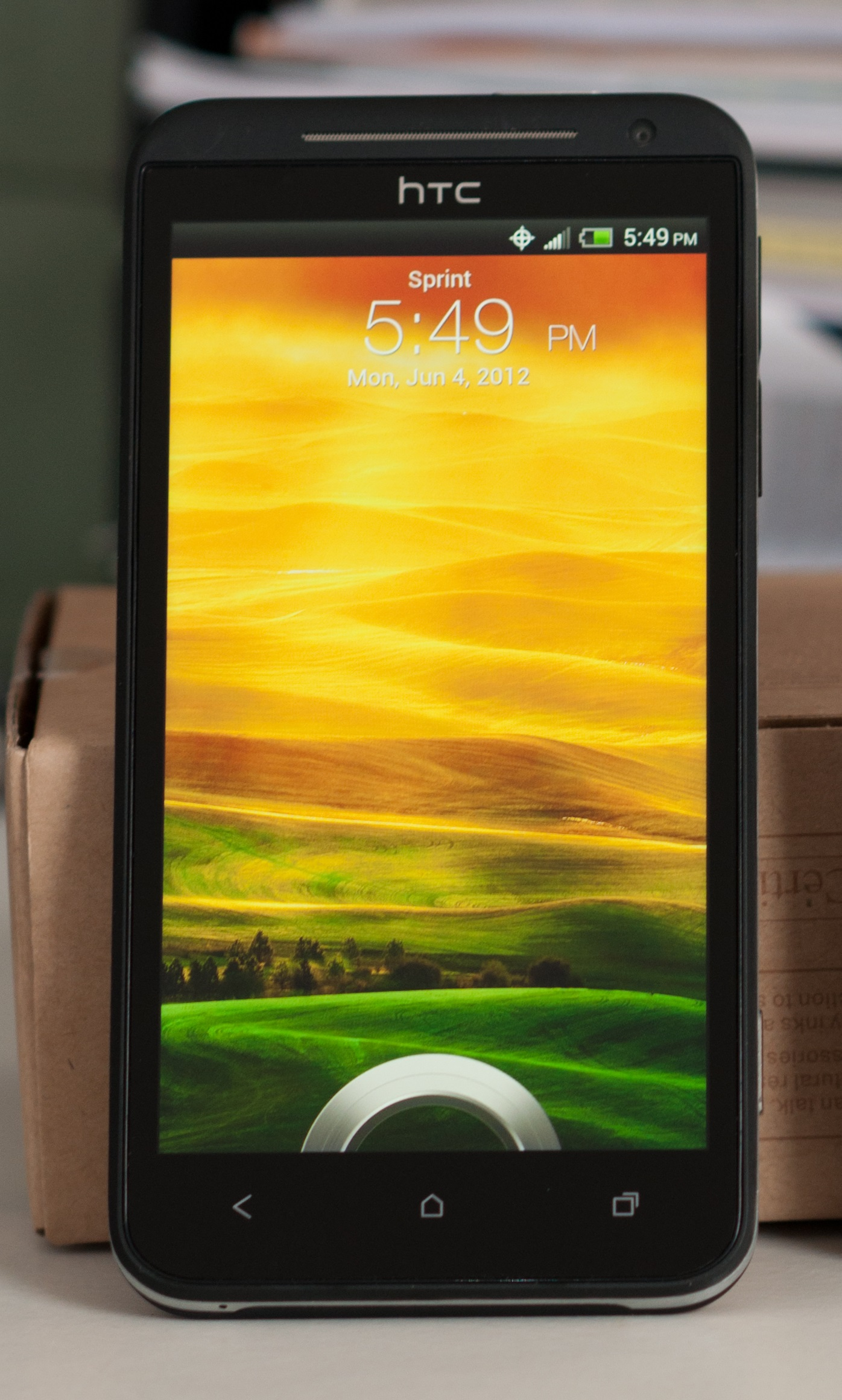
HTC Evo 4G LTE

HTC Evo 4G LTE是臺灣手機製造公司宏達電將於2012年5月25日於美國推出的高階智慧型手機。該機將由美國電信業者Sprint Nextel於第二季開始獨家販售。

## 規格[1]
- 螢幕：4.7" Super HD IPS 1280x720
- 處理器：Qualcomm MSM8960 1.5GHz 雙核心處理器
- 相機：800萬畫素+130萬畫素（配置LED閃光燈）
- 重量：142g
- 厚度：0.998cm
- 記憶體：1GB RAM/16GB ROM（可以記憶卡擴充）
- 顔色：■ 黑
- 其他功能：NFC
- 設計、産地國： 中華民國（臺灣）
- 上市國： 美国